# Archangelogorodská gubernie

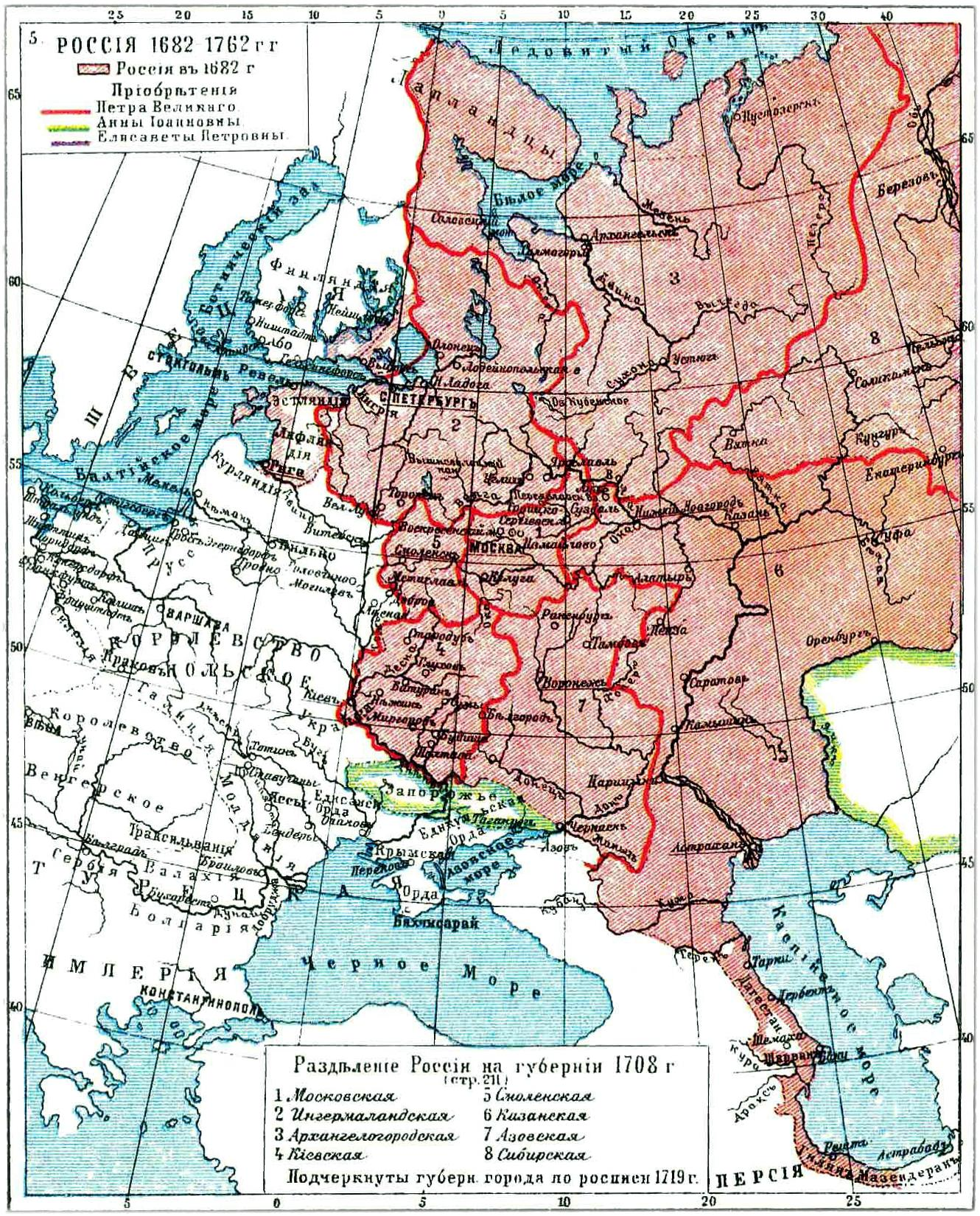
Archangelogorodská gubernie pod číslem 3

Archangelogorodská gubernie (rusky Архангелогородская губерния) byla jednou z prvních osmi gubernií carského Ruska v období od 18. prosince 1709 do 25. ledna 1780 zřízených na základě nařízení Petra I. Gubernie se dělila se na 18 okresů a od 29. května 1719 byla v důsledku reformy rozdělena na 4 provincie. Po zániku gubernie se jejího území staly součástí Vologodské místodržitelství, ne však na dlouho. O čtyři roky později (1784) vzniklo Archangelské místodržitelství a v roce 1796 Archangelská gubernie. Hlavním městem gubernie byl Archangelsk.